# Albert Hourani
Albert Habib Hourani (13 mars 1915 - 17 janvier 1993) est un historien orientaliste anglophone d'origine libanaise.

## Biographie
Albert Hourani est né à Manchester en Angleterre, de parents ayant émigré du Sud-Liban. Sa famille, à l'origine grecque-orthodoxe, se convertit au protestantisme et devient membre de l'Église d'Écosse. Hourani, lui, se convertit plus tard au catholicisme.
Hourani étudie à Manchester et à Londres avant d'entrer au Magdalen College, un des colleges constitutifs de l'Université d'Oxford, où il étudie la philosophie, la politique et l'économie. Spécialisé dans les relations internationales, il est diplômé premier de sa classe en 1936. Pendant la Seconde Guerre mondiale, il travaille au Royal Institute of International Affairs et au bureau britannique du ministère d'État au Caire. Après la guerre, il travaille au bureau arabe de Jérusalem et Londres.
Il commence sa carrière académique en 1948, qui l'occupera jusqu'à la fin de sa vie, enseignant au Magdalen College, au St Antony's College, à l'université américaine de Beyrouth, à l'université de Chicago, à l'université de Pennsylvanie, et à l'université Harvard. Il termine sa carrière comme enseignant d'histoire du Moyen-Orient moderne à Oxford.

## Publications
- Syria and Lebanon (1946)
- Minorities in the Arab World (1947)
- Arabic Thought in the Liberal Age (1962), traduit en français sous le titre La Pensée arabe et l'Occident
- Islam in the European thought, Cambridge University Press, 1991
- History of the Arab Peoples, 1991 : Histoire des peuples arabes, traduit de l'anglais par Paul Chemla, Éditions du Seuil (collection Points Histoire), 1993, 732 p.
- The Lebanese in the World (1992), Albert Hourani and Nadim Shehadi